# Trélissac
Trélissac là một xã, nằm ở tỉnh Dordogne vùng Aquitaine của Pháp. Xã này có diện tích 22,88 kilômét vuông, dân số năm 2004 là 6541 người. Xã nằm ở khu vực có độ cao trung bình 91 m trên mực nước biển.

## Thông tin nhân khẩu
Nguồn: INSEE  và Cassini 
| 1793 | 1800 | 1806  | 1821  | 1831  | 1836  | 1841  | 1846  | 1851  |
| ---- | ---- | ----- | ----- | ----- | ----- | ----- | ----- | ----- |
| -    | 918  | 1 132 | 1 172 | 1 217 | 1 104 | 1 129 | 1 092 | 1 135 |

| 1856  | 1861  | 1866  | 1872  | 1876  | 1881  | 1886  | 1891  | 1896  |
| ----- | ----- | ----- | ----- | ----- | ----- | ----- | ----- | ----- |
| 1 181 | 1 128 | 1 203 | 1 163 | 1 217 | 1 221 | 1 307 | 1 388 | 1 288 |

| 1901  | 1906  | 1911  | 1921  | 1926  | 1931  | 1936  | 1946  | 1954  |
| ----- | ----- | ----- | ----- | ----- | ----- | ----- | ----- | ----- |
| 1 329 | 1 328 | 1 346 | 1 248 | 1 265 | 1 483 | 1 866 | 2 441 | 2 480 |

| 1962                                         | 1968  | 1975  | 1982  | 1990  | 1999  | 2005  | - | - |
| -------------------------------------------- | ----- | ----- | ----- | ----- | ----- | ----- | - | - |
| 3 847                                        | 5 037 | 5 502 | 6 186 | 6 660 | 6 422 | 6 541 | - | - |
| Số liệu kể từ 1962 : dân số không tính trùng |       |       |       |       |       |       |   |   |